# Wulkan (Hawr)
Wulkan (fr. le Volcan) – instytucja kultury w Hawrze (Francja, Górna Normandia). Wybudowany przez Oscara Niemeyera w 1961, jako dom kultury. Obecnie mieści kino, teatr, studia nagrań i inne instytucje kulturalne. Z uwagi na wygląd żartobliwie nazywany kubkiem jogurtu. Jest to jedna z pięciu największych scen narodowych pod względem sprzedaży biletów, ilości personelu i przyznawanych środków. Mieści się na Promenadzie Oscara Niemeyera (dawniej Place Gambetta).

## Historia
Wulkan był pierwszym państwowym domem kultury we Francji. Otworzył go 24 czerwca 1961 ówczesny lewicowy minister kultury André Malraux. W 1990 roku dom kultury zyskał nowego dyrektora – Alain'a Milianti, który wypracował mu wysoką pozycję na mapie kulturalnej Francji.

## Architektura
Obiekt składa się z dwóch żelbetowych ściętych stożków, stojących na dużym, betonowym placu. Oba malowane są na biało, nietynkowane. Projekt dopracowany jest do najdrobniejszych szczegółów (chodniki, zieleń, ławki). Tło stanowi tzw. centre-ville reconstruit, czyli zrekonstruowane po bombardowaniu w 1944 centrum miasta, wpisane na listę światowego dziedzictwa UNESCO w 2005.